# Státní svátky Česka

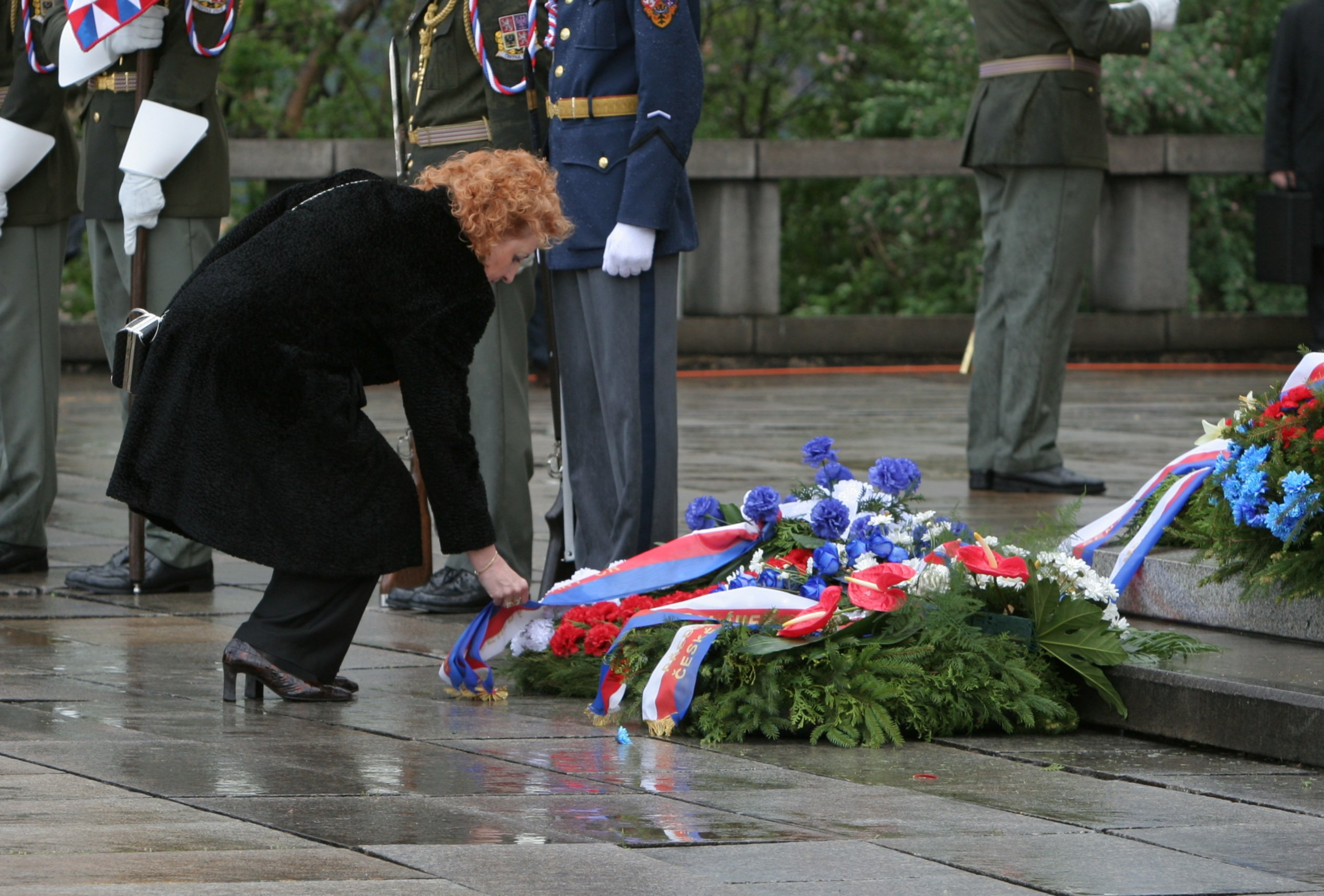
Ministryně obrany Vlasta Parkanová klade věnec u Národního památníku na Vítkově při příležitosti státního svátku Dne vítězství v roce 2007

Státní svátek České republiky je označení, které některým dnům přiřazuje zákon č. 245/2000 Sb., o státních svátcích, o ostatních svátcích, o významných dnech a o dnech pracovního klidu. Kromě státních svátků tento zákon vymezuje také ostatní svátky a významné dny. Státní svátky a ostatní svátky jsou dny pracovního klidu, významné dny jsou dny pracovními (pokud nepřipadnou na sobotu, neděli či státní nebo ostatní svátek). Státní svátky (na rozdíl od ostatních svátků) „mají připomínat občanům tradice, ušlechtilé cíle a dějinné zvraty, na nichž je budována česká státnost“.
O některých státních a ostatních svátcích je zákonem omezena otvírací doba některých prodejen.

## Seznam
Svátky a významné dny upravuje zákon č. 245/2000 Sb., ve znění pozdějších předpisů, který je účinný od 9. srpna 2000. Od 1. ledna 2025 zákon definuje sedm státních svátků, sedm ostatních svátků a devatenáct významných dnů.
V každém roce připadají některé ze svátků na soboty a neděle, takže podle příslušného roku poskytují svátky minimálně osm (nepřestupný rok začínající sobotou) a maximálně jedenáct (nepřestupný rok začínající pondělím nebo čtvrtkem, přestupný rok začínající středou) nepracovních dnů navíc k víkendům; nejčastěji jde o deset dní.
Jediným měsícem, který neobsahuje žádný svátek ani významný den, je únor.

### Státní svátky
| Datum        | Název                                                          | Připomíná                                                                       | Svátkem od      | Poznámky                                                             | Zdroj        |
| ------------ | -------------------------------------------------------------- | ------------------------------------------------------------------------------- | --------------- | -------------------------------------------------------------------- | ------------ |
| 1. leden     | Den obnovy samostatného českého státu                          | vznik samostatné České republiky (1993)                                         | 9. srpna 2000   |                                                                      | [ 3 ]        |
| 8. květen    | Den vítězství                                                  | konec druhé světové války v Evropě (1945)                                       | 1. ledna 1952   | historie pod tabulkou                                                | [ 3 ] [ 4 ]  |
| 5. červenec  | Den slovanských věrozvěstů Cyrila a Metoděje                   | příchod Cyrila a Metoděje na Velkou Moravu (863)                                | 10. května 1990 | 1925–1990 památný den                                                | [ 3 ] [ 8 ]  |
| 6. červenec  | Den upálení mistra Jana Husa                                   | upálení Jana Husa v Kostnici (1415)                                             | 18. května 1990 | 1925–2000 památný den, 1990–1992 státní svátek České republiky       | [ 3 ] [ 9 ]  |
| 28. září     | Den české státnosti                                            | zavraždění knížete Václava (935)                                                | 9. srpna 2000   | 1925–1951 památný den                                                | [ 3 ]        |
| 28. říjen    | Den vzniku samostatného československého státu                 | vznik Československa (1918)                                                     | 21. září 1988   | 1919–1939, 1945–1951 státní svátek, 1925–1939, 1945–1951 památný den | [ 3 ] [ 10 ] |
| 17. listopad | Den boje za svobodu a demokracii a Mezinárodní den studentstva | uzavření českých vysokých škol nacisty (1939), začátek sametové revoluce (1989) | 9. srpna 2000   | 1990–2000 významný den, 2000–2019 Den boje za svobodu a demokracii   | [ 3 ]        |

Historie Dne vítězství – státní svátek od roku 1952, z toho
- 1952–1990: 9. květen, osvobození Československa Sovětskou armádou[4]
- 1990–1991: 9. květen, Den osvobození od fašismu[8]
- 1991–2000: 8. květen, Den osvobození od fašismu[13]
- 2000–2004: 8. květen, Den osvobození[3]
- od 2004: 8. květen, Den vítězství[14]

### Ostatní svátky
| Datum                                    | Název               | Připomíná                        | Svátkem od        | Poznámky                                                       | Zdroj  |
| ---------------------------------------- | ------------------- | -------------------------------- | ----------------- | -------------------------------------------------------------- | ------ |
| 1. leden                                 | Nový rok            | začátek nového kalendářního roku | 9. srpna 2000     | 1925–1951 státně uznaný svátek, 1952–2000 den pracovního klidu | [ 18 ] |
| pohyblivé, mezi 20. březnem a 23. dubnem | Velký pátek         | Velikonoce                       | 21. prosince 2015 | 1946–1951 státně uznaný svátek                                 | [ 19 ] |
| pohyblivé, mezi 23. březnem a 26. dubnem | Velikonoční pondělí | Velikonoce                       | 9. srpna 2000     | 1948–1951 státně uznaný svátek, 1952–2000 den pracovního klidu | [ 18 ] |
| 1. květen                                | Svátek práce        | stávka dělníků v Chicagu (1886)  | 9. srpna 2000     | 1925–1951 památný den, 1952–2000 den pracovního klidu          | [ 18 ] |
| 24. prosinec                             | Štědrý den          | Vánoce                           | 9. srpna 2000     | 1990–2000 den pracovního klidu                                 | [ 18 ] |
| 25. prosinec                             | 1. svátek vánoční   | Vánoce                           | 9. srpna 2000     | 1925–1951 státně uznaný svátek, 1952–2000 den pracovního klidu | [ 18 ] |
| 26. prosinec                             | 2. svátek vánoční   | Vánoce                           | 9. srpna 2000     | 1939–1951 státně uznaný svátek, 1952–2000 den pracovního klidu | [ 18 ] |

### Významné dny
| Datum        | Název                                                                         | Připomíná                                                    | Význ. dnem od     | Poznámky                        | Zdroj         |
| ------------ | ----------------------------------------------------------------------------- | ------------------------------------------------------------ | ----------------- | ------------------------------- | ------------- |
| 16. leden    | Den památky Jana Palacha                                                      | sebeupálení Jana Palacha (1969)                              | 11. srpna 2013    |                                 | [ 22 ]        |
| 27. leden    | Den památky obětí holocaustu a předcházení zločinům proti lidskosti           | osvobození nacistického vyhlazovacího tábora Osvětim (1945)  | 5. března 2004    |                                 | [ 23 ]        |
| 8. březen    | Mezinárodní den žen                                                           | demonstrace dělnic v Petrohradu (1917)                       | 5. března 2004    |                                 | [ 23 ]        |
| 9. březen    | Den památky obětí vyhlazení terezínského rodinného tábora v Osvětimi-Březince | zavraždění Čechoslováků v Terezínském rodinném táboře (1944) | 31. července 2017 |                                 | [ 24 ]        |
| 12. březen   | Den přístupu České republiky k Severoatlantické smlouvě (NATO)                | vstup České republiky do NATO (1999)                         | 9. srpna 2000     |                                 | [ 25 ]        |
| 28. březen   | Den narození Jana Ámose Komenského                                            | narození Jana Amose Komenského (1592)                        | 11. srpna 2013    |                                 | [ 22 ]        |
| 7. duben     | Den vzdělanosti                                                               | založení Univerzity Karlovy (1348)                           | 14. dubna 2006    |                                 | [ 26 ]        |
| 1. květen    | Den přistoupení České republiky k Evropské unii                               | vstup České republiky do Evropské unie (2004)                | 1. ledna 2025     |                                 | [ 27 ]        |
| 5. květen    | Květnové povstání českého lidu                                                | povstání českého lidu proti nacistům (1945)                  | 10. května 1990   |                                 | [ 11 ] [ 25 ] |
| 15. květen   | Den rodin                                                                     | mezinárodní svátek (1993)                                    | 14. dubna 2006    |                                 | [ 26 ]        |
| 27. květen   | Den národního vzdoru                                                          | útok parašutistů na Reinharda Heydricha (1942)               | 1. května 2022    |                                 | [ 28 ]        |
| 10. červen   | Den památky obětí vyhlazení obce Lidice                                       | vyvraždění obce Lidice (1942)                                | 14. dubna 2006    | 2006–2017 Vyhlazení obce Lidice | [ 24 ] [ 26 ] |
| 18. červen   | Den hrdinů druhého odboje                                                     | boj parašutistů v kostele sv. Cyrila a Metoděje (1942)       | 31. července 2017 |                                 | [ 24 ]        |
| 25. červen   | Den odchodu okupačních vojsk                                                  | odchod posledních sovětských vojáků z Československa (1991)  | 1. května 2022    |                                 | [ 28 ]        |
| 27. červen   | Den památky obětí komunistického režimu                                       | poprava Milady Horákové (1950)                               | 5. března 2004    |                                 | [ 23 ]        |
| 21. srpen    | Den památky obětí invaze a následné okupace vojsky Varšavské smlouvy          | invaze vojsk Varšavské smlouvy do Československa (1968)      | 1. února 2020     |                                 | [ 29 ]        |
| 8. říjen     | Památný den sokolstva                                                         | rozpuštění Československé obce sokolské (1941)               | 1. dubna 2019     |                                 | [ 30 ]        |
| 12. říjen    | Den samizdatu                                                                 | protest československých vydavatelů samizdatu (1988)         | 1. ledna 2025     |                                 | [ 31 ]        |
| 11. listopad | Den válečných veteránů                                                        | konec první světové války (1918)                             | 5. března 2004    |                                 | [ 23 ]        |

V době existence samostatné České republiky (po roce 1993) byl významným dnem také 29. srpen (od 1. ledna 1952 do 9. srpna 2000) jakožto připomínka Slovenského národního povstání.

## Historie

### Původní svátkový zákon
V dubnu 1990 předložil v České národní radě (ČNR) poslanec Lesák návrh prohlásit den upálení mistra Jana Husa (6. červenec) státním svátkem České republiky (tj. nikoli státním svátkem celé československé federace). Tento návrh byl projednán v mimořádném spěchu a bez dodržení běžných lhůt, neboť se jednalo o poslední schůzi ČNR před volbami 8. června. Diskuse se vedla zejména o této problematické legislativní proceduře, se kterou souvisela i neexistence stanoviska vlády ohledně ekonomického dopadu dalšího dne pracovního klidu. Přesto byly návrhy ponechat schválení zákona na nově zvolené radě odmítnuty a zákon byl schválen.
Po rozpadu Československa 31. prosince 1992 převzala samostatná Česká republika novelizovaný československý svátkový zákon z roku 1951. K 1. lednu 1993 tak byly státními svátky a zároveň dny pracovního klidu 8. květen (den osvobození od fašismu), 5. červenec (den slovanských věrozvěstů Cyrila a Metoděje) a 28. říjen (den vzniku samostatného československého státu), dny pracovního klidu byly 1. leden (Nový rok), velikonoční pondělí, 1. květen (Svátek práce), 24. prosinec (Štědrý den), 25. prosinec (1. svátek vánoční) a 26. prosinec (2. svátek vánoční). Významnými dny byly 5. květen (květnové povstání českého lidu), 29. srpen (Slovenské národní povstání) a 17. listopad (den boje studentů za svobodu a demokracii), památným dnem 6. červenec (Mistr Jan Hus). Významné a památné dny byly dny pracovními. Navíc byl platný zákon z roku 1990, který prohlašoval 6. červenec (den upálení mistra Jana Husa) za státní svátek České republiky a den pracovního klidu.
V prvním volebním období nově ustaveného Parlamentu České republiky připravili poslanci Tollner a Drápela návrh nového svátkového zákona. Podle předkladatelů bylo Česko počtem svátků na jednom z posledních míst v Evropě, navrhovali proto zvýšit počet dnů pracovního klidu z deseti na třináct. Návrh jednak přeřadil svátky Cyrila a Metoděje a Mistra Jana Husa z kategorie státních svátků mezi svátky ostatní, jednak zaváděl tři nové svátky: 6. leden (Zjevení Páně, Třech králů a vánoční svátek pravoslavných křesťanů), pondělí svatodušní a 1. listopad (Všech svatých). Dále pak mezi významné dny zařadil Den matek (druhou neděli v květnu) a 10. prosinec jako Den lidských práv; zrušil naopak významný den 29. srpna. Navíc vytvořil nový seznam památných dnů, do kterého zahrnul sedm významných historických dat: 16. leden (sebeupálení Jana Palacha), 7. březen (narození T. G. Masaryka), 9. březen (úmrtí Svatopluka I.), 28. březen (narození J. A. Komenského), 7. duben (založení Karlovy univerzity), 27. červen (poprava Milady Horákové) a 28. září (úmrtí knížete Václava). S návrhem nesouhlasila vláda, podle jejíhož stanoviska neexistovala potřeba počet svátků zvyšovat, ale přitom by takové zvýšení mělo negativní ekonomický dopad, který návrh zákona ani dostatečně nehodnotí. Na základě pozměňovacího návrhu se pak měl ještě svátek 8. května přejmenovat ze „dne osvobození od fašismu“ na osvobození „od nacismu“. Návrh zákona byl ale ve třetím čtení zamítnut.
V roce 1997 navrhovala skupina poslanců za SPR-RSČ vedená Miroslavem Sládkem, aby se pracovní klid způsobený svátky připadajícími na úterý až čtvrtek (s výjimkou Vánoc a Nového roku) přesouval na nejbližší pondělí, resp. pátek (aby svátky vždy poskytovaly prodloužený víkend). Po nesouhlasu vlády tento návrh zamítla i sněmovna hned v prvním čtení na základě návrhu Marka Bendy, podle kterého „není možné slavit státní svátky mimo dny, které s nimi jsou tradičně spjaty“, a Dalibora Matulky, který poukázal, „zda máme státní svátky proto, abychom měli pracovní volno, anebo zda máme pracovní volno, že je státní svátek“.

### Nový svátkový zákon
V roce 1999 připravila skupina poslanců vedená Vlastimilem Tlustým návrh zcela nového svátkového zákona, neboť stále platil svátkový zákon z roku 1951, byť předchozími novelami zcela změněný. Věcně jeho návrh obsahoval jen dvě změny: měnil památný den 17. listopadu na státní svátek (avšak z jeho názvu odebral „studentů“) a rušil významný den 29. srpna, zavedený před rozdělením federace a oslavující Slovenské národní povstání. Vláda se záměrem souhlasila. Při prvním čtení poslanec Pavel Tollner zmínil, že by bylo vhodné zavést další významné či památné dny, jmenovitě 27. leden jako „den obětí holocaustu a den boje proti násilí a rasismu, antisemitismu a xenofobii“. Poslanec Jiří Payne podotkl, že poté, co se jako státní svátek slaví výročí popravy Jana Husa, se navrhuje přidat ještě den zabití studenta Opletala a den, „kdy byli zmláceni mladí lidé na Národní třídě“, s tím, že podle něj je to den národní hanby, na kterém není co slavit (na to posléze jako předkladatel reagoval Vlastimil Tlustý s tím, že se má slavit odvaha lidí, kteří se postavili totalitě, což je potřeba odlišit od následků). Vojtěch Filip se vyslovil proti vypuštění významného dne 29. srpna.
Při projednávání ve výboru pro vědu, vzdělání, kulturu, mládež a tělovýchovu byl návrh zákona doplněn o 28. září jako státní svátek „Den české státnosti – Svatý Václav“ a 12. březen jako významný den (výročí vstupu republiky do NATO). Petiční výbor pak připravil mnohem komplexněji upravenou verzi návrhu, ve které také ke státním svátkům přidal 28. září, ale dále přesunul státní svátky 5. a 6. července do kategorie „tradičních svátků“ a zavedl devět památných dnů: 27. leden (Den boje proti násilí, rasismu, antisemitismu a xenofobii), 7. březen (Výročí narození Tomáše G. Masaryka), 28. březen (Výročí narození Jana Ámose Komenského), 2. květen (Den obětí holocaustu), 5. května (Povstání českého lidu), 29. srpen (Den Slovenského národního povstání), 26. září (vydání Zlaté buly sicilské), 13. říjen (vydání Tolerančního patentu Josefa II.) a 2. listopad (Vzpomínka všech zemřelých a obětí válek). Při druhém čtení byl ale za základ projednávání vzat návrh kulturního výboru.
V rozpravě se proti zařazení svatováclavského svátku vyslovil premiér Miloš Zeman, podle kterého by oslava svatého Václava byla „oslavou servility a kolaborace“ a svatováclavskou tradici označil za tradici druhé republiky a protektorátu; tento názor vyvolal rozhořčené reakce dalších poslanců, ale i souhlasné stanovisko poslance Zdeňka Jičínského; později poslanec Tlustý navrhl kompromisní variantu tím, že z názvu svátku vypustil odkaz na svatého Václava a ponechal jen „Den české státnosti“. Dále se objevily pozměňovací návrhy na zavedení dalších svátků: poslanec Jiří Karas (KDU-ČSL) navrhl mezi svátky zařadit 1. listopad (Slavnost Všech svatých) a přejmenovat první a druhý svátek vánoční na tradiční názvy Boží hod vánoční a svátek sv. Štěpána, Pavel Němec (US-DEU) navrhl zavést jako pohyblivý občanský svátek Den daňové svobody, Cyril Svoboda (KDU-ČSL) navrhl, aby se 1. leden slavil jako státní svátek „Den obnovy samostatného českého státu“ (a z názvu státního svátku 8. května se vypustila slova „od fašismu“). Poslanec Pavel Tollner (KDU-ČSL) navrhl přijmout památné dny navrhované petičním výborem a dále, aby byl 1. květen vypuštěn ze seznamu svátků, neboť „máloco v období komunismu bylo tak zneužito jako 1. květen“. Vojtěch Filip (KSČM) navrhl přesunout státní svátek zpět z 8. na 9. května, nezavádět svátek sv. Václava, v názvu svátku 17. listopadu „Den boje za svobodu a demokracii“ připojit „a proti fašismu“, byl proti zavedení 12. března jako významného dne (v tom ho posléze podpořili poslanci Jičínský (ČSSD) a Recman (KSČM)) a naopak chtěl jako významný den zachovat 29. srpen. Poslanec Recman navrhl jako významný den zařadit 8. březen. Václav Brousek (ODS) navrhl místo státního svátku 1. května slavit významný den „Den lásky“ (s přesunem 1. května mezi významné dny souhlasili i poslanci Tollner a Doležal (ODS)). Augustin Bubník (ODS) posléze kritizoval projednávání jako frašku a navrhl jako svátek slavit den, kdy Česko vyhrálo olympiádu v Naganu, a dále, aby „pokaždé když naši sportovci vyhrají mistrovství světa, měli bychom ten další den, kdy celá republika je na nohou, zařadit do svátků a dnů pracovního klidu, protože stejně nikdo nepracuje“. Jelikož se nashromáždilo velké množství pozměňovacích návrhů, hlasovalo se o nich ve třetím čtení jednotlivě; vůči verzi kulturního výboru byly schváleny jen dva pozměňovací návrhy: vypuštění sv. Václava z názvu nového svátku a zavedení státního svátku 1. ledna spolu s úpravou jména svátku 8. května. V takto upravené verzi byl zákon schválen.
I při projednávání v Senátu se debata věnovala z velké části oslavě svátku sv. Václava; vedle toho Jaroslava Moserová navrhla, aby název svátku 17. listopadu odkazoval na studenty, senátor Vízek za senátorský klub ČSSD nesouhlasil s oslavou 1. ledna jako státního svátku, neboť by šlo o oslavu rozbití Československa, a se zavedením významného dne oslavujícího vstup do NATO. Přes tyto pozměňovací návrhy byl ve finále zákon schválen beze změn a po podpisu prezidentem nabyl v srpnu účinnosti, takže od té doby mělo Česko sedm státních a šest ostatních svátků (ovšem 1. leden byl zařazen v obou kategoriích, celkem tedy až dvanáct dní pracovního klidu ročně) a navíc dva významné dny.

### Novelizace, nové svátky
Od doby schválení svátkového zákona se projednávalo velké množství navrhovaných změn, přidávání či rušení svátků či významných dnů.

#### Volební období 2002–2006
V roce 2003 navrhla skupina poslanců zastoupených Josefem Janečkem (KDU-ČSL) rozšíření významných dnů o 27. leden jako vzpomínku obětí nacistického režimu (výročí osvobození koncentračního tábora Osvětim) a 27. červen jako vzpomínku obětí komunistického režimu (výročí popravy Milady Horákové). Vláda ve svém souhlasném stanovisku doporučila doplnit mezi významné dny ještě 11. listopad jako „den válečných veteránů“ a do zákona doplnit také pojmenování jednotlivých významných dnů (27. leden – Den památky obětí holocaustu a předcházení zločinům proti lidskosti, 12. březen – Den přístupu České republiky k Severoatlantické smlouvě (NATO), 5. květen – Květnové povstání českého lidu, 27. červen – Den památky obětí komunistického režimu). Při prvním čtení návrh kritizovali poslanci KSČM Jitka Gruntová, která navrhovala úpravu pojmenování nových významných dnů s tím, že by se 27. červen mohl označovat „Den obětí studené války“, a Miloslav Ransdorf, podle kterého by se do výkladu historie nemělo vstupovat akty parlamentu. Při projednávání ve výboru pro vědu, vzdělání, kulturu, mládež a tělovýchovu vznikl pozměňovací návrh, podle kterého měl být mezi významné dny doplněn i 8. březen jako mezinárodní den žen. Ve druhém čtení se ve sněmovně proti zákonu vymezoval zejména poslanec Ransdorf spolu s dalšími poslanci KSČM. Proti zavedení MDŽ jako významného dne byli Petr Pleva a Petr Bratský (oba ODS), který ho přirovnal k Mezinárodnímu dni učitelů (na počest Jana Amose Komenského), který se také neslaví. Poslanec Šplíchal (ČSSD) navrhl přejmenování Dne osvobození na Den vítězství s tím, že „Den osvobození vyjadřuje určitou pasivitu, určitou závaznost někomu, něčemu“. I ve třetím čtení se rozprava věnovala zejména zločinům komunismu a nesouhlasu poslanců KSČM. Ve finále Sněmovna zákon schválila v podobě připravené kulturním výborem spolu s přejmenováním svátku 8. května. Při projednávání v Senátu se ve výboru pro vzdělávání, vědu, kulturu, lidská práva a petice diskutovalo několik dalších možných významných dnů či svátků (Jaroslava Moserová navrhovala Svátek matek, Martin Mejstřík Velký pátek, Jiří Zlatuška, aby 7. listopad, dříve oslava VŘSR, byl jako významný den nazván „Den zločinů komunismu“), avšak ve finále výbor navrhl jen z názvu významného dne 27. ledna vypustit druhou část a mezi významné dny nezařazovat MDŽ. V rozpravě pak senátor Mejstřík zopakoval svůj návrh pro zavedení Velkého pátku (ostatním) svátkem, avšak ani tento návrh nebyl přijat, načež senát schválil pozměňovací návrhy výboru a s nimi vrátil zákon sněmovně. Sněmovna však senátní verzi odmítla a (na druhý pokus poté, co první neúspěšné hlasování zpochybnila Michaela Šojdrová) schválila původně schválenou verzi. Po podpisu zákona prezidentem tak v březnu 2004 přibyly čtyři nové významné dny.
V roce 2005 navrhla skupina poslanců KSČM a ČSSD, zastoupená Jitkou Gruntovou, doplnit seznam významných dnů o 7. duben jako „Den vzdělanosti“ (výročí vydání zakládací listiny Univerzity Karlovy) a 10. červen jako výročí vyhlazení obce Lidice. Vláda návrh podpořila, ale podotkla, že „již řada stávajících státních svátků, ostatních svátků a významných dnů souvisí plně či částečně s 2. světovou válkou, čímž je podle názoru vlády válečné období v rozpětí let 1939 až 1945 v rámci více než tisícileté české státnosti zohledněno tímto způsobem více než dostatečně“. Při projednávání navhrla poslankyně Nováková (ČSSD) přidat další významný den, 21. června jako „Den Policie České republiky“ (výročí schválení zákona č. 283/1991 Sb. o Policii České republiky), a Tomáš Kvapil (KDU-ČSL) navrhl přidat 15. květen jako „Den rodin“. Návrh zákona byl posléze schválen včetně pozměňovacího návrhu poslance Kvapila. Senát však tento návrh v souladu se zamítavým stanoviskem kulturního výboru zamítl jakožto nadbytečný, s poukazem na to, že není důvod vyzdvihovat právě den založení Karlovy Univerzity a věnovat rodině speciálně jediný den. Sněmovna ale toto zamítnutí přehlasovala a po podpisu prezidenta tak do kalendáře přibyly dva další významné dny.
Ve stejném roce se opět v Senátu objevil návrh na přidání Velkého pátku mezi svátky – návrh zákona předložila skupina senátorů vedená Martinem Mejstříkem. Při projednávání ve výborech k návrhu ještě přibylo vyřazení Mezinárodního dne žen z významných dnů. Po diskusi s několika dalšími pozměňovacími návrhy Senát schválil návrh v podobě z výborů. Vláda ve svém stanovisku doporučila posoudit ekonomické hledisko přidání dalšího dne volna a nevyřazovat MDŽ. Ve sněmovně se při prvním čtení setkalo s nesouhlasem zejména vyřazení MDŽ, načež rozhodla o vrácení návrhu Senátu k přepracování s tím, že má navrhnout jen zavedení Velkého pátku.
Na přelomu let 2005/2006 navrhli poslanci Janeček a Talíř (KDU-ČSL) prohlášení Dne matek významným dnem. Jejich návrh zákona však neobsahoval přesnou definici dne, kdy se má slavit, a sněmovna proto návrh vrátila k dopracování. Upravený návrh poté předložila skupina poslanců KDU-ČSL, vláda s ním vyslovila souhlas, ale nestihl se projednat do konce volebního období.

#### Volební období 2006–2010
Po sněmovních volbách Senát znovu schválil svůj návrh zavést Velký pátek a vyřadit MDŽ v nezměněné verzi, když senátorům údajně nebylo zjevné, co po nich sněmovna chce přepracovávat; nová vláda ve svém stanovisku z ekonomických důvodů podmínila souhlas zrušením jiného dne volna. Při prvním čtení sněmovna opět kritizovala zejména rušení MDŽ a zákon zamítla, přičemž senátor Mejstřík poznamenal „já tady nejsem s Velkým pátkem naposledy“.
V roce 2007 navrhl senátor Mejstřík novelu, která by Mezinárodní den žen nahradila mezi významnými dny Dnem matek. Při projednávání ve výborech vznikly komplexní pozměňovací návrhy; podle jednoho se měl Den matek stát dokonce svátkem (ale jelikož připadá vždy na neděli, nemělo by to vliv na počet volných dnů) a vedle MDŽ vyřadit i Den vzdělanosti a Den rodin, druhý by dokonce novelu změnil zcela tak, že z ní Den matek vypustil, ale rušil Svátek práce, MDŽ, Den vzdělanosti, Den rodin a připomínku vyhlazení obce Lidice. Návrhy byly proto vráceny k projednání výborům, po kterém vznikl návrh Svátek práce zachovat, ale přejmenovat na „Svátek jara a práce“, Den matek zavést jako svátek a zrušit významné dny MDŽ, Den vzdělanosti a Den rodin; přes další pozměňovací návrhy pak v této podobě Senát zákon schválil. Vláda ve svém stanovisku návrh označila za bezdůvodný a sněmovna ho v prvním čtení zamítla.
V roce 2008 připravila poslanecká skupina vedená Kateřinou Jacques návrh na vytvoření nového významného dne 30. června jakožto dne odchodu okupačních armád z území ČSFR. S návrhem souhlasila vláda i kulturní výbor sněmovny, avšak až do konce volebního období neproběhlo druhé čtení.
Ve stejném roce také senátor Mejstřík spolu se senátorem Štětinou opět navrhovali přidat Velký pátek mezi svátky, tentokráte i se Zeleným čtvrtkem; ve výborech pak vznikla varianta omezující novelu jen na Velký pátek. Při projednávání zákona pak senátor Kubera předložil pozměňovací návrh, podle kterého by se svátky připadající na sobotu či neděli přesouvaly na nejbližší pracovní den a jednodenní svátky připadající doprostřed pracovního týdne přesouvaly na pondělí, resp. pátek, tento návrh byl však zamítnut a návrh novely byl schválen v podobě z výborů, tzn. zařazení Velkého pátku. Vláda ve svém stanovisku poukazovala na ekonomické dopady novely, ve sněmovně však u novely do konce volebního období neproběhlo ani první čtení.

#### Volební období 2010–2013
V souvislosti s 67. výročím květnového povstání připravila v roce 2012 skupina senátorů návrh speciálního „zákona o Českém národním povstání“ vyjadřujícího uznání jeho účastníkům a také měnící oficiální název památného dne 5. května „Květnové povstání českého lidu“ na „České národní povstání“. Vláda ve svých připomínkách zpochybnila zavádění zcela nového označení namísto zažitého pojmu, které se setkalo s kritikou i při projednávání ve sněmovně, kde bylo také pozměňovacím návrhem toto přejmenování ze zákona vyňato. Při projednávání se také objevil další pozměňovací návrh, kterým poslankyně Konečná navrhovala do označení významného dne 17. listopadu doplnit označení „Mezinárodní den studentstva“, ten však přijat nebyl, takže se svátkový zákon nakonec vůbec neměnil.
Na konci roku 2012 připravila skupina poslanců ODS, TOP09 a Věcí veřejných návrh zákona zavádějícího nový významný den 16. ledna jako „Den památky Jana Palacha“. Při prvním čtení kritizovali poslanci KSČM důvodovou zprávu k zákonu s tím, že Jan Palach není symbolem boje proti totalitní komunistické moci, což se setkalo s nesouhlasem dalších stran ve sněmovně i veřejnosti, která to chápala jako neúctu k Palachově památce. Školský výbor doporučil schválení zákona, ovšem poslankyně Bohdalová (ČSSD) navrhla přidat ještě i významný den 28. března jako „Den narození Jana Ámose Komenského“. I ve druhém čtení se rozprava věnovala zejména polemice s názory KSČM prezentovanými Miroslavem Grebeníčkem. Vedle toho poslanec Šincl (ČSSD) navrhl do novely přidat přesouvání svátků připadajících na víkend na sousední pracovní den (s alternativním návrhem týkajících se jen vánočních svátků) a poslanec Josef Šenfeld zopakoval návrh Kateřiny Konečné (oba KSČM) přidat k označení svátku 17. listopadu přídomek „Mezinárodní den studentstva“. Zákon byl ve sněmovně posléze schválen v podobě navrhované školským výborem. Po přijetí návrhu v Senátu a podpisu prezidenta republiky tak novela zavádějící dva nové významné dny začala platit, s účinností od symbolicky zvoleného data 11. srpna 2013 (výročí Palachova narození).
V březnu 2013 navrhla skupina poslanců zavést nový významný den 7. března jako „Den památky obětí pronásledování Romů za 2. světové války“, neboť 7. března 1943 byl vypraven první transport českých a moravských Romů do Osvětimi. Vláda ve svém stanovisku poznamenala, že již existuje významný den památky obětí holocaustu, který zahrnuje i holocaust Romů, a vyjádřila nejistotu o vhodnosti zavádění významného dne pouze pro jistou skupinu lidí. Návrh zákona se však do předčasných voleb 2013 nestihl projednat ani v prvním čtení.

#### Volební období 2013–2017
V novém volebním období skupina poslanců KSČM znovu navrhla do názvu státního svátku 17. listopadu přidat „Mezinárodní den studentstva“, aby se zdůraznila připomínka událostí roku 1939. Vláda s návrhem nesouhlasila, při projednávání ve sněmovně byl návrh označován za pokus o relativizaci komunistické historie a byl zamítnut v prvním čtení. Stejný návrh v roce 2015 připravila Helena Válková (ANO 2011). Tento konkrétní návrh vůbec nebyl zařazen do prvního čtení.
Skupina 93 poslanců napříč politickým spektrem (s výjimkou poslanců KSČM), zastupovaná Jiřím Miholou (KDU-ČSL), předložila další návrh na zařazení Velkého pátku mezi svátky, se kterým souhlasila i vláda. Tentokrát se již návrh dostal do prvního čtení, kde jej sněmovna bez dlouhého projednávání zrychleným postupem schválila. Senátní výbor sice doporučil vrátit zákon sněmovně s pozměňovacím návrhem, který předložili senátoři Bárek a Jermář (oba ČSSD) i s ohledem na výše zmíněný návrh poslankyně Válkové, spočívajícím opět v doplnění „Mezinárodní den studentstva“ do názvu 17. listopadu, a při projednávání navrhl Zdeněk Škromach (ČSSD) zavést jako významný den 1. říjen jako Mezinárodní den seniorů, avšak senát zákon odsouhlasil v podobě schválené poslanci, přičemž se opakovaně stejně jako ve sněmovně zmínila potřeba „zrovna v této době“ připomínat křesťanské základy evropské kultury. Po podpisu prezidenta tak mezi ostatní svátky počínaje rokem 2016 znovu patří Velký pátek.
Skupina 33 poslanců vedená Augustinem Sylorem navrhla zavést 31. srpen jako významný den „Spojení přemyslovské a lucemburské dynastie“ jakožto připomínku 31. srpna a 1. září 1310, kdy byli oddáni Jan Lucemburský a Eliška Přemyslovna a byly tak spojeny panovnické rody Lucemburků a Přemyslovců. Vláda s návrhem vyjádřila nesouhlas, protože podle ní mají významné dny připomínat události relativně nedávné historie, zatímco v navrhovaném případě jde o historickou událost bez hlubšího soudobého významu; navrhla také zvážit, zda by nebylo lepší připomenout spíše Karla IV. Tato varianta se diskutovala také při projednávání ve sněmovně, při projednávání v kulturním výboru pak navrhovatel připravil alternativní podobu, podle které by památným dnem byl prohlášen 14. květen (výročí narození Karla IV.) jako „Den Elišky Přemyslovny a Karla IV.“, a tuto podobu výbor doporučil přijmout. Ve druhém čtení byl návrh doplněn dvěma pozměňovacími návrhy: Helena Válková opět navrhla v rámci této novely doplnit název svátku 17. listopadu o „Mezinárodní den studentstva“ a Roman Sklenák (ČSSD) předložil další návrh mezi významné dny přidat Mezinárodní den seniorů; ve třetím čtení pak Petr Bendl s připomenutím blížícího 700. výročí navrhl označení upravit jen na „Den Karla IV.“ Se všemi těmito úpravami pak sněmovna návrh schválila; i po schválení se rozpoutala diskuse předsedů stran a klubů (nikdo jiný už podle jednacího řádu vystupovat nemohl) o vhodnosti schváleného přejmenování svátku 17. listopadu. Senát však i na základě žádosti předkládajícího poslance Sylora, se kterou se ztotožnil i kulturní výbor, rozhodl vrátit zákon sněmovně s návrhem na změnu názvu nového významného dne zpět na „Den Karla IV. a Elišky Přemyslovny“. Při opakovaném projednávání ve sněmovně se opět diskutovalo zejména o přejmenování 17. listopadu, avšak ve finále nebyl návrh Senátu přijat a k prohlasování původního sněmovního návrhu nebylo dostatek hlasů, takže byl návrh zákona zamítnut. Po tomto neúspěchu se pokusil Augustin Sylor s třinácti dalšími poslanci návrh na Den Karla IV. a Elišky Přemyslovny prosadit znovu, ten však už nebyl zařazen ani do prvního čtení.
Po výše zmíněném zamítnutí úpravy označení 17. listopadu vznikl v říjnu 2016 další obdobný návrh skupiny poslanců vedené Karlem Raisem (ANO 2011), ke kterému se následně připojila i Helena Válková; tento návrh však přídomek doplňoval na konec názvu svátku místo jeho začátku. Tento návrh se dostal do prvního čtení (den po prvním čtení jiného návrhu novely předložené Robinem Böhnischem, viz níže), nebyl však schválen v prvním čtení a přes doporučení kulturního výboru návrh schválit už nestihl být do konce volebního období zařazen do druhého čtení.
Na začátku roku 2017 předložila skupina 101 poslanců vedená poslancem Böhnischem návrh na zavedení dvou nových významných dnů: 9. března jako „Vyhlazení terezínského rodinného tábora v Auschwitz II – Birkenau“ (připomínající událost z roku 1944) a 18. června jako „Den hrdinů druhého odboje“ (jako výročí boje parašutistů po atentátu na Heydricha v roce 1942). Vláda ve svém souhlasném stanovisku doporučila úpravu názvu tábora na český název a přejmenování významného dne připomínající vyvraždění Lidic, aby odpovídal nově zaváděnému významnému dnu; předkladatel sice souhlasil s druhou navrhovanou úpravou, ale kvůli zrychlenému projednání ji slíbil projednat v Senátu. Sněmovna následně návrh schválila beze změn v prvním čtení, přičemž ho doplnila usnesením odsuzujícím „zločiny proti lidskosti prováděné nacisty […] na židovském, romském a slovanském obyvatelstvu […], genocidu Arménů a dalších […] menšin na území Osmanské říše […], jakož i další genocidní násilí kdekoliv na Zemi“ a vyzývajícím „mezinárodní společenství k účinné prevenci porušování lidských a občanských práv ve světě a k řešení sporů mírovými prostředky“. Při projednávání v Senátu se pak na základě návrhu kulturního výboru připravil pozměňovací návrh obsahující přejmenování podle návrhu vlády a zákon byl vrácen sněmovně; ta pak v této podobě zákon bez další diskuse přijala. Od roku 2018 tedy přibyly dva nové významné dny, „Den památky obětí vyhlazení terezínského rodinného tábora v Osvětimi-Březince“ a „Den hrdinů druhého odboje“, přičemž stávající významný den 10. června se přejmenoval na „Den památky obětí vyhlazení obce Lidice“.
Nejvýraznější změnou týkající se svátků, která proběhla v tomto volebním období, však bylo schválení jiného zákona: Na základě senátního návrhu vznikl nový zákon o prodejní době v maloobchodě a velkoobchodě, který zakázal prodejní dobu ve vybraných svátcích a omezil dovolenou prodejní dobu na Štědrý den. Obchody s prodejní plochou nad 200 m² tak (s jistými výjimkami) nesmějí mít otevřeno 1. ledna, na Velikonoční pondělí, 8. května, 28. září, 28. října, 25. a 26. prosince a na Štědrý den smějí mít otevřeno nejpozději do poledne.

#### Volební období 2017–2021
Hned na začátku nového volebního období navrhla skupina poslanců ODS zrušit před rokem zavedený zákaz prodeje o některých svátcích, tento návrh však sněmovna zamítla v prvním čtení. Stejný návrh za necelý rok předložila skupina poslanců TOP 09. Vedle toho navrhla skupina poslanců zastoupená Patrikem Nacherem (ANO 2011) novelu tohoto zákona vyjímající z jeho působnosti velkoobchod; novela byla sněmovnou schválena, ale vrácena senátem s pozměňovacím návrhem spočívajícím v úplném zrušení tohoto zákona; sněmovna však zákon schválila v původní verzi, čímž se zákaz prodeje o svátcích přestal vztahovat na velkoobchod.
Skupina poslanců ODS zastoupená Václavem Klausem ml. navrhla zavést 8. říjen jako „Památný den sokolstva“ (výročí „Akce Sokol“ z roku 1941, při které nacisté rozpustili Sokol a pozatýkali jeho představitele). Vláda ve svém neutrálním stanovisku upozornila na problém zavedení památného dne týkajícího se jednoho konkrétního spolku s ohledem na potenciální rozšiřování významných dnů věnovaných dalším spolkům či organizacím. Návrh zákona sněmovna schválila hned v prvním čtení, stejně snadno zákon schválil i senát a prezident, takže počínaje rokem 2019 existuje nový památný den 8. říjen „Památný den sokolstva“.
Další návrh na doplnění názvu svátku 17. listopadu o označení „Mezinárodní den studentstva“ podala skupina čtrnácti poslanců napříč politickými stranami; oproti původnímu záměru schválit zákon v prvním čtení se projednával běžným způsobem, přičemž se opět opakovaly argumenty z předchozích projednávání (poslanec Feri (TOP09) se pokusil o kompromisní pozměňovací návrh s označením „Mezinárodní studentský den“), a jako obvykle se v rámci projednávání objevily pozměňovací návrhy na další úpravy svátkového zákona: poslanec Grebeníček navrhl zavést významný den 30. září jako „Den vyhnání Čechů z pohraničí“, Věra Adámková (ANO 2011) navrhla označení 8. října za „Památný den sokolstva“ (přestože již byl předložen samostatný návrh změny zákona se stejným obsahem, viz výše; ten byl následně schválen ještě před třetím čtením tohoto zákona), načež Jiří Mihola přidal návrh o přidání 30. srpna jako „Den orelstva“. Zákon byl ale ve třetím čtení schválen v původní podobě. Po schválení senátem a podpisu prezidentem zní od roku 2019 název významného dne 17. listopadu „Den boje za svobodu a demokracii a Mezinárodní den studentstva“.
Skupina 88 poslanců napříč politickými kluby zastoupená poslancem Miholou navrhla označit 21. srpen jako nový významný den „Památný den obětí invaze a následné okupace vojsky Varšavské smlouvy“; vláda se k návrhu vyjádřila souhlasně a sněmovna ho schválila v prvním čtení, stejně tak jej ve sněmovním znění schválil senát, přestože se v diskusi objevil návrh na přidání dalšího významného dne 15. března jako připomínku německé okupace Čech, Moravy a Slezska a zániku druhé republiky a také návrh na změnu navrhovaného označení významného dne kvůli tomu, že Československo dlouhodobě okupovala jen vojska SSSR; po podpisu prezidentem tak vznikl patnáctý významný den České republiky.
Skupina poslanců zastoupená Zuzanou Majerovou Zahradníkovou (ODS) navrhla označit 17. leden jako památný den „Den mateřských škol“; vláda ve svém neutrálním stanovisku poznamenala neexistenci zdůvodnění volby právě tohoto dne. Skupina poslanců STAN zastoupená Vítem Rakušanem navrhla doplnit název svátku 1. května o označení „Den vstupu České republiky do Evropské unie“; vláda ve svém neutrálním stanovisku podotkla, že by takový den měl být spíše významným dnem, popřípadě svátkem státním, protože „ostatní svátky“ jsou sváteční dny bez vazby na českou státnost. Poslanci SPD navrhli zavedení nového významného dne 15. března s názvem „Den památky obětí okupace českých zemí nacistickým Německem“ a také přejmenování významného dne „Den hrdinů druhého odboje“ na název „Den hrdinů odboje proti okupaci českých zemí nacistickým Německem“; vláda ve svém negativním stanovisku označila období druhé světové války za dostatečně připomínané jedním státním svátkem a pěti stávajícími významnými dny a označení „druhý odboj“ za dostatečně srozumitelné. O měsíc a půl později předložili poslanci Leo Luzar (KSČM), Jiří Mihola (KDU-ČSL) a Helena Válková (ANO) obdobný návrh, který obsahuje pouze zavedení nového významného dne 15. března, zde pod názvem „Den zrady, zánik státnosti Československa“, odkazujícím na „Mnichovskou zradu“ předcházející okupaci; vláda ve svém nesouhlasném stanovisku zopakovala názor o dostatečném připomínání období druhé světové války a poukázala na zavádějící spojení Mnichovské dohody s 15. březnem a další historické nepřesnosti. Žádný z těchto zbylých návrhů však již nebyl do voleb a konce funkčního období projednán.

## Omezení prodeje o svátcích
Odbory se snažily omezení prodeje prosadit několik let, ale ujal se až návrh z roku 2014 senátora a teologa Františka Bublana. Zákon pak podporovala i vládní KDU-ČSL. Od 1. října 2016 je v Česku zákonem omezena otevírací doba některých druhů prodejen o vybraných svátcích. V níže uvedené dny platí úplný zákaz prodeje pro všechny prodejny s prodejní plochou nad 200 m² kromě čerpacích stanic, lékáren a dále prodejen na letištích, nádražích a v nemocnicích; výjimkou ze zákazu je také období, kdy je vyhlášen stav nebezpečí, nouzový stav, stav ohrožení státu nebo válečný stav. Od listopadu 2019 se omezení prodeje týká pouze maloobchodních prodejen.
| Svátek                                                                         | Omezení prodejní doby |
| ------------------------------------------------------------------------------ | --------------------- |
| 1. ledna – Den obnovy samostatného českého státu, Nový rok                     | zavřeno               |
| Velký pátek                                                                    | bez omezení           |
| Velikonoční pondělí                                                            | zavřeno               |
| 1. května – Svátek práce                                                       | bez omezení           |
| 8. května – Den vítězství                                                      | zavřeno               |
| 5. července – Den slovanských věrozvěstů Cyrila a Metoděje                     | bez omezení           |
| 6. července – Den upálení mistra Jana Husa                                     | bez omezení           |
| 28. září – Den české státnosti                                                 | zavřeno               |
| 28. října – Den vzniku samostatného československého státu                     | zavřeno               |
| 17. listopadu – Den boje za svobodu a demokracii a Mezinárodní den studentstva | bez omezení           |
| 24. prosince – Štědrý den                                                      | zavřeno od 12:00      |
| 25. prosince – 1. svátek vánoční                                               | zavřeno               |
| 26. prosince – 2. svátek vánoční                                               | zavřeno               |